# Keith Urban (альбом, 1999)
Keith Urban — второй студийный альбом австралийского исполнителя кантри-музыки Кита Урбана, выпущенный 19 октября 1999 года.
Keith Urban был для Кита крупным достижением. Предшествующий этому альбому с одноимённым названием, он записал в Австралии в 1991 году, а второй такой в США в качестве члена распавшейся группы «The Ranch». Этот проект обеспечил Киту четыре сингла в лучших чартах страны по версии журнала Billboard. Порядок занимаемых синглами мест был таким: «It’s a Love Thing» (18 место), «Your Everything» (4 место), «But for the Grace of God» (1 место) и «Where the Blacktop Ends» (3 место). «A Little Luck Of Our Own» изначально под названием «Luck Of Our Own» был записан певицей Dale Daniel в её альбоме 1994 года «Luck Of Our Own».

## Список композиций
| №                   | Название                        | Автор(ы)                                         | Длительность |
| ------------------- | ------------------------------- | ------------------------------------------------ | ------------ |
| 1.                  | «It’s a Love Thing»             | Keith Urban, Monty Powell                        | 3:40         |
| 2.                  | «Where the Blacktop Ends»       | Steve Wariner, Allen Shamblin                    | 2:58         |
| 3.                  | «But for the Grace of God»      | Keith Urban, Charlotte Caffey, Jane Wiedlin      | 4:30         |
| 4.                  | «Your Everything»               | Chris Lindsey, Bob Regan                         | 4:10         |
| 5.                  | «I Wanna Be Your Man (Forever)» | Keith Urban                                      | 3:07         |
| 6.                  | «A Little Luck of Our Own»      | Gary Burr, Dale Daniel                           | 3:22         |
| 7.                  | «You’re the Only One»           | Keith Urban, Michael Weinstein, Stevie J. Jordan | 4:53         |
| 8.                  | «If You Wanna Stay»             | Keith Urban                                      | 4:27         |
| 9.                  | «Don’t Shut Me Out»             | Keith Urban                                      | 3:52         |
| 10.                 | «Out on My Own»                 | Keith Urban, Vernon Rust                         | 4:54         |
| 11.                 | «Rollercoaster» (instrumental)  | Keith Urban, Matt Rollings                       | 2:51         |
| 12.                 | «I Thought You Knew»            | Keith Urban, Matt Rollings, Skip Ewing           | 3:50         |
| Общая длительность: | Общая длительность:             | Общая длительность:                              | 46:34        |

## Чарты
Keith Urban дебютировал в США на 145 месте хит-парада Billboard 200 и на 17 месте в Top Country Albums. В декабре 2003, Keith Urban получил от компании RIAA Платиновый сертификат.
| Чарты (2001)                      | Наивысшая позиция |
| --------------------------------- | ----------------- |
| U.S. Billboard 200                | 145               |
| U.S. Billboard Top Country Albums | 17                |

| Страна | Поставщик | Сертификат | Продажи/Поставки |
| ------ | --------- | ---------- | ---------------- |
| США    | RIAA      | Платиновый | 1 000 000+       |